# 科克斯巴扎爾沙達爾烏帕齊拉
科克斯巴扎爾沙達爾乌帕齐拉是孟加拉国科克斯巴扎爾縣的一个乌帕齐拉，位於吉大港专区的科克斯巴扎爾縣。。

## 人口
據1991年孟加拉國人口普查，科克斯巴扎爾沙達爾共有戶數38,688戶，人口253,788人。其中男性佔比53.94%，女性佔比46.06%；成年人口117,509人。該地7歲以上人口之平均識字率為28.3%，低於全國平均值（32.4%）。